# 王福林

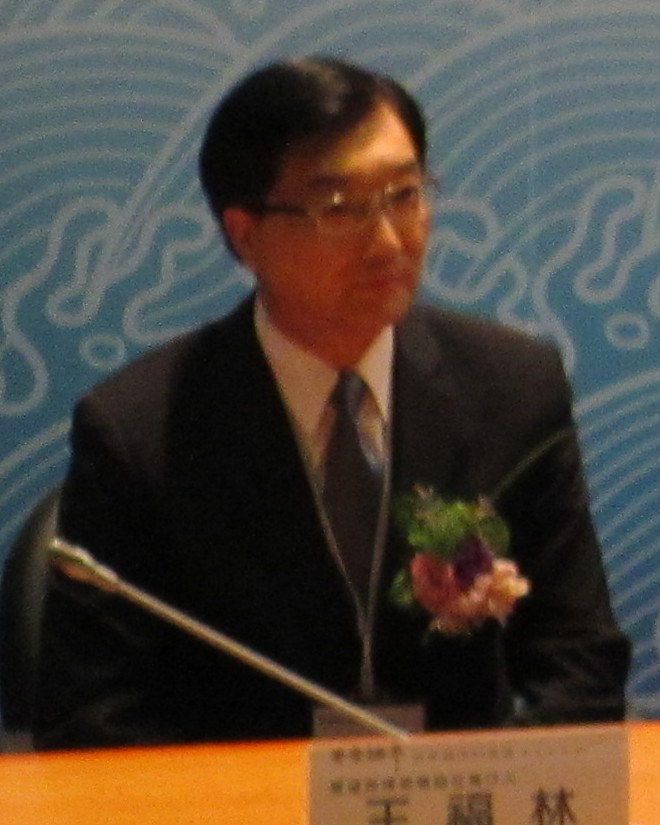
王福林

王福林曾任中華民國文化部國立國父紀念館館长，任期為2012年5月3日迄2015年7月6日。

## 學歷
- 國立臺灣師範大學教育研究所碩士

## 經歷
- 國立國父紀念館簡任第12職等館長（101.05— 104.07.06）
- 教育部學生軍訓處簡任第12職等處長（93.09—101.05）
- 教育部體育司簡任第12職等司長（92.08—93.08）
- 教育部技職司簡任第11職等副司長（89.11—92.07）
- 教育部學生軍訓處副處長（87.09—89.10）
- 教育部部長室專門委員（85.06—87.08）

## 事件
- 2012.5 王福林因軍訓高官惡鬥少將一案下台，調離現職。[2]

- 2012.5.3  王福林接任中華民國國立國父紀念館第九任館長，曾館長坤地轉任教育部簡任第12職等督學
- 2012.5.20 中華民國國立國父紀念館改隸文化部
- 2012.10.6 國立國父紀念館中山國家畫廊展出「無限─倩玉的版畫世界」，馬英九總統親臨開幕典禮,王福林館長接待.

- 2013.10.22 「土耳其共和國國父凱墨爾生平及成就展」10月22日起於國立國父紀念館一樓東西文化走廊展出,王福林館長並接受外媒訪問.
- 2014.1.6 國父紀念館男廁壞半年未修，行政院長 江宜樺震怒記 王福林館長申誡一支。[3]
- 2014.1.8  「十方有愛中華民國紅十字會第一屆人道攝影展」於國立國父紀念館1樓文化藝廊展出，副總統吳敦義、臺北市市長郝龍斌等貴賓蒞館參觀，展出第一屆人道攝影比賽得獎作品及各國紅十字會人道服務攝影佳作。王福林館長出席會場。

- 2014.1.13  國立國父紀念館中山國家畫廊舉辦「隨手拈來從意造－李轂摩書畫展」，展出「臺灣本土水墨大師」李轂摩代表作百餘幅。副總統吳敦義、前副總統連戰、前副總統蕭萬長、文化部次長洪孟啟等貴賓蒞館參觀。王福林館長亦出席會場。
- 2014.1.13  王福林館長任內,重新裝修國立國父紀念館史蹟西室,首檔「孫中山先生與臺灣」常設展於國父史蹟西室開展。以「跨越臺灣的歷史軌跡，看見民主自由之美」為主軸，採多媒體動畫為媒材，展出內容為「臺灣魅力的淵源」、「臺灣因素激發孫中山奮起革命」、「革命組織落腳臺灣」、「孫中山三次來臺」、「革命群英對臺灣之影響」、「臺灣志士響應中國革命」、「中國革命影響下的臺灣民族運動」、「臺灣同胞紀念孫中山」、「臺灣光復傳承中山思想」及「三民主義在臺灣的實踐」等10大單元。
- 2014.3.4  國際獅子會300A2區與韓國釜山355A區為響應國立國父紀念館推廣藝術教育之服務理念，聯合捐贈國內雕塑名家王秀杞「童心協力」之雕塑作品,於中山碑林園區展示，同王福林館長舉行揭牌儀式。
- 2014.3.12  「國父銅像揭幕典禮」於國立國父紀念館國父史蹟東室舉行，為紀念國父逝世89週年，國立國父紀念館特邀請雕塑名家王秀杞雕塑國父半身銅像乙座，以頌揚中山先生革命精神與行誼，中山文教基金會董事長許水德、國策顧問李錫奇等貴賓蒞臨揭幕儀式。王福林館長出席會場。
- 2014.4.16  王福林館長推行向國父致敬活動。為緬懷國父及維持國立國父紀念館大廳秩序，即日起每日於禮兵交接前，舉辦「向國父致敬」活動。司儀引領遊客向正廳國父銅像行禮致敬，並介紹本館重要展覽及引導民眾參觀。
- 2014.6.30 國立國父紀念館三民主義全文檢索系統暨電子書上線，開放使用。

- 2014.11.21 國立國父紀念館光復南路停車場及中山公園公廁整修工程完竣。
- 2015.5.26 北市議員質疑國父紀念品銷售疑為館長王福林小金庫。[1]

- 2015.6.12 上午9時10分,因應整體空間改造,館長室自一樓搬遷至東側二樓,由王福林館長率全體同仁向國父銅像行禮。
- 2015.7.6  自國立國父紀念館卸任退休。

| 官衔           | 官衔                                             | 官衔          |
| -------------- | ------------------------------------------------ | ------------- |
| 中華民國文化部 |                                                  |               |
| 前任： 曾坤地  | 國父紀念館館長 第九任 2012年5月3日－2015年7月5日 | 繼任： 林國章 |

1. 1 2  三立新聞網. .   [2016-10-13]. （原始内容存档于2016-10-13）.
2. ↑  報導／何豪毅. . CTnews書刊.   [2016-10-13]. （原始内容存档于2016-10-13） （中文（臺灣））.
3. ↑  中時電子報. . 中時電子報.   [2016-10-13]. （原始内容存档于2016-10-13） （中文（臺灣））.